# Aedes aerarius
Aedes aerarius är en tvåvingeart som beskrevs av Mcintosh 1975. Aedes aerarius ingår i släktet Aedes och familjen stickmyggor. Inga underarter finns listade i Catalogue of Life.